# Janusz Jaroszewski
Janusz Jerzy Jaroszewski (ur. 19 lipca 1956 we Wrocławiu) – polski malarz, profesor sztuk plastycznych.

## Życiorys
W 1983 r. ukończył studia malarskie w Państwowej Wyższej Szkole Sztuk Plastycznych we Wrocławiu, w 2012 r. uzyskał tytuł profesora sztuk plastycznych. Pracuje w Akademii Sztuk Pięknych im. Eugeniusza Gepperta we Wrocławiu.